# Severní Vněkarpatské sníženiny
Severní Vněkarpatské sníženiny (polsky Podkarpacie Północne) jsou geomorfologická oblast na severní Moravě, ve Slezsku a v jižním Polsku v geomorfologické subprovincii Vněkarpatské sníženiny v Západních Karpatech. Podle polského členění podle Jerzyho Kondrackého nejde o oblast (makroregion), ale o jednotku o úroveň vyšší, tedy podprovincii.
Člení se na následující makroregiony (v českém členění makroregionu obvykle odpovídá geomorfologická oblast, avšak Ostravská kotlina není oblast, nýbrž celek). U každého makroregionu je uvedeno jeho číslo podle polského členění:
- 512.1 Ostravská pánev [CZ/PL] (Kouty – 333 m n. m.)
- 512.2 Kotlina Oświęcimska [PL] (Osvětimská pánev)
- 512.3 Brama Krakowska [PL] (Krakovská brána)
- 512.4-5 Kotlina Sandomierska [PL/UA] (Sandoměřská pánev)